# Đorđe Lavrnić
Đorđe Lavrnić, jugoslovanski (srbski; srbsko Ђорђе Лаврнић) rokometaš, * 6. junij 1946, † 27. november 2010.
Leta 1972 je na poletnih olimpijskih igrah v Münchnu v sestavi jugoslovanske rokometne reprezentance osvojil zlato olimpijsko medaljo.